# 로버트 클루즈
로버트 클루즈(영어: Robert Clues, 1928년 3월 6일 ~ 1997년 2월 4일)은 미국의 배우, 영화 감독, 영화 프로듀서이다.

## 출연작

### 영화
- 1992년 《냉혹자》 - 감독
- 1990년 《차이나 여걸 2》 감독
- 1990년 《차이나 여걸》  - 감독
- 1985년 《짐카타》 - 감독
- 1985년 《이소룡 일대기 생과 사》 - 조연, 본인 역
- 1984년 《맹룡생사》 주연
- 1982년 《공포의 눈동자》 - 감독
- 1981년 《5인의 고수》 - 감독, 각본
- 1980년 《성룡의 살수호》 - 감독, 각본, 원안
- 1979년 《이소룡의 생과 사》 - 조연, 본인 역
- 1978년 《사망유희》 - 감독
- 1977년 《더 팩》 - 감독, 각본
- 1977년 《암스테르담의 음모》 - 감독, 각본
- 1975년 《최후의 용사》 - 감독
- 1974년 《골든 니들》 - 감독
- 1973년 《용쟁호투》 - 감독